# Roberto Pocaterra
Roberto Pocaterra Silva 'Bobby' (Caracas, Venezuela, 1 de octubre de 1941 - Caracas, Venezuela, 22 de abril de 2016) fue un economista, profesor y político venezolano. 
Fue 2 veces diputado del extinto Congreso de Venezuela, ministro de Hacienda y presidente del Banco Industrial de Venezuela. 

## Biografía
Estudió en el colegio San Ignacio de Loyola de Caracas para luego entrar, de adolescente, el internado San José de Mérida. Como militante estudiantil en esta ciudad, participa en las protestas nacionales que precedieron al derrocamiento de Marcos Pérez Jiménez el 23 de enero de 1958.
Inicia los estudios para la carrera de medicina para luego pasarse a economía en la Universidad Católica Andrés Bello, donde egresó. Gracias a una beca de la Fundación Polar, estudió un posgrado en la Universidad Pontificia de Roma.

## Carrera política
Durante el primer gobierno democrático de Venezuela, su tío, Julio Pocaterra, era de los hombres más cercanos al presidente Rómulo Betancourt y convenció a este de convertir a su sobrino en su secretario personal. A partir de ahí, desarrolló toda su vida política bajo los colores de Acción Democrática.
En 1976, fue designado Ministro de Fomento interino en el primero gobierno de Carlos Andrés Pérez.
El 27 de febrero de 1988 es designado como presidente del Banco Industrial de Venezuela -cargo que ejerce hasta 1990-, donde estuvo al mando de reformar la estructura organizativa de la institución para adaptarse a las necesidades del país que venía de una gran recesión económica que derivó en El Caracazo. Los pasivos heredados por la entidad, al asumir él la presidencia, eran de casi 3 mil millones 600 mil dólares desde una restructuración de su deuda que se hizo en 1983. Las nuevas decisiones tomadas bajo su dirección permitieron reactivar muchos proyectos de construcción e infraestructura que estaban desarrollándose en la zona oriental del país, principalmente en la Isla de Margarita, donde llegaron a concentrar el 75% de la cartera crediticia en proyectos de construcción.
En 1989 plantea ante el congreso la modificación de la Ley del Impuesto sobre la renta y la creación del Impuesto al Valor Agregado (IVA), que fueron aprobados dos años después.
El mismo año, es designado Director Ejecutivo por la asamblea anual de L-Bank, un sistema de cooperación entre la banca privada europea y latinoamericana, conformada por 22 bancos comerciales.
Entre 1990 y 1992, durante el segundo período de gobierno de Carlos Andrés Pérez, ocupó el cargo de ministro de Hacienda. Como parte de su gestión, logró en 1991 la negociación de un financiamiento internacional de 19 millones 700 mil dólares de bancos extranjeros para Venezuela y la modernización del sistema aduanero en los aeropuertos del país, principalmente el Internacional Simón Bolivar.
En 1993, disputó internamente en Acción Democrática la posibilidad de ser candidato a alcalde de Caracas, optando el partido por Claudio Fermín quien finalmente perdió la elección contra Aristóbulo Isturiz.